# هيلين كرايغ
هيلين كرايغ (بالإنجليزية: Helen Craig)‏ هي ممثلة أمريكية، ولدت في 13 مايو 1912 بسان أنطونيو في الولايات المتحدة، وتوفيت في 20 يوليو 1986 بنيويورك في الولايات المتحدة بسبب نوبة قلبية.

## أعمال

### أفلام
- (1948) بيت الأفعى
- (1977) أبطال

## وصلات خارجية
- هيلين كرايغ على موقع IMDb (الإنجليزية)
- هيلين كرايغ على موقع قاعدة بيانات برودواي على الإنترنت (الإنجليزية)
- هيلين كرايغ على موقع قاعدة بيانات الفيلم (الإنجليزية)